# Heinz Drache (attore)
Heinz Drache (Essen, 9 febbraio 1923 – Berlino, 3 aprile 2002) è stato un attore e doppiatore tedesco.

## Biografia

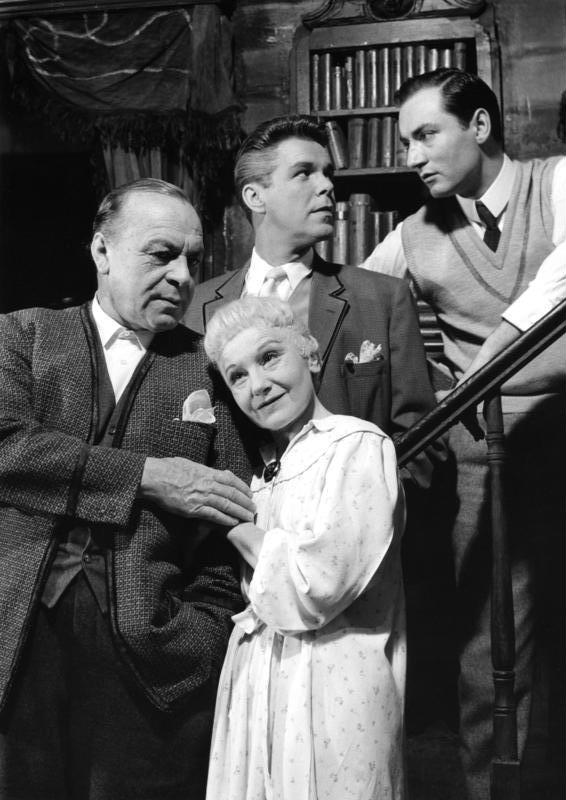
Heinz Drache (al centro) a teatro accanto a Martin Benrath, Paul Hartmann ed Elisabeth Bergner

Heinz Drache ha partecipato a una cinquantina di differenti produzioni tra cinema e televisione, a partire dall'inizio degli anni cinquanta.
Come doppiatore ha prestato la propria voce ad attori quali: Richard Burton, Kirk Douglas, Laurence Harvey, Charlton Heston, Dennis Hopper, Gene Kelly, Martin Landau, Christopher Lee, Patrick McGoohan, Michel Piccoli, Tony Randall, Frank Sinatra, Eli Wallach, Richard Widmark ecc.

## Filmografia parziale

### Attore

#### Cinema
- Einmal kehr' ich wieder (1953)
- Allarme a New York (1956)
- Diecimila donne alla deriva (1958)
- Le veneri del peccato (1958)
- Peccatrici e mani lorde (1958)
- Il resto è silenzio (1959)
- La donna alla finestra oscura (1960)
- A diciassette anni non si piange (1960)
- Il vendicatore misterioso (1960)
- La città spietata (Town Without Pity), regia di Gottfried Reinhardt (1961)
- La porta dalle 7 chiavi (1962)
- Ipnosi (1962)
- La belva di Saigon (1963)
- Edgar Wallace a Scotland Yard (1963)
- Il laccio rosso (Das indische Tuch), regia di Alfred Vohrer  (1963)
- La locanda di Dartmoor (1964)
- Le 5 vittime dell'assassino (1964)
- Hong Kong: porto franco per una bara (1964)
- La costa dei barbari (Coast of Skeletons), regia di Robert Lynn (1964)
- Operazione terzo uomo (1965)
- Il lungo coltello di Londra (Circus of Fear), regia di John Llewellyn Moxey (1966)
- Il giorno dei fazzoletti rossi (The Brides of Fu Manchu), regia di Don Sharp (1966)
- Ore violente (1967)
- Giallo cobra (1968)
- Sandy the Seal (1968)

#### Televisione
- Die letzte Nacht der Titanic - film TV (1955)
- Begegnung im Balkan-Expreß - film TV (1955)
- Der Tod auf dem Rummelplatz - film TV (1958)
- Unseliger Sommer - film TV (1961)
- Das Halstuch - miniserie TV (1962)
- Krimi-Quiz - Amateure als Kriminalisten - serie TV, 4 episodi (1964-1965)
- Intercontinental Express - serie TV, 1 episodio (1966)
- Il commissario Köster - serie TV, 1 episodio (1977)
- L'ispettore Derrick - serie TV ep. 06x10, regia di Alfred Vohrer (1979)
- Tatort - serie TV, 6 episodi (1985-1989)
- SOKO 5113 - serie TV, 1 episodio (2000)
- Die Kristallprinzessin - film TV (2002)

### Doppiatore

#### Televisione
- Charlton Heston in Die Colbys - Das Imperium[2]

## Discografia
- 1965 - Johann Wolfgang von Goethe Faust · Der Tragödie Erster Teil
- 2007 - Erich Kästner Die Konferenz Der Tiere

## Premi e riconoscimenti
- 1962: BRAVO Otto come miglior star televisiva maschile[4]